# Lady Gaga: iTunes Festival 2013
Lady Gaga: iTunes Festival 2013 es un concierto de la cantante estadounidense Lady Gaga grabado el 1 de septiembre de 2013 durante la serie de conciertos del iTunes Festival. Fue filmado en el Roundhouse de Londres, Inglaterra y emitido en vivo para todos los usuarios de la aplicación iTunes. También fue transmitido en cines el 11 de noviembre de 2013 únicamente en México por una exclusividad de la empresa Cinepolis.
El concierto fue lanzado en formato DVD junto al álbum ARTPOP (2013) de la cantante y de forma digital en las tiendas iTunes y Amazon.

## Argumento
La presentación de Lady Gaga en el iTunes Festival, marca el primer concierto completo de la cantante desde su gira cancelada The Born This Way Ball Tour. Es un conjunto de ocho canciones que contiene el estreno mundial de ARTPOP: «Aura», «MANiCURE», «ARTPOP», «Jewels n' Drugs» junto a T.I., Too $hort y Twista, «Sexx Dreams», «Swine» y «I Wanna Be With You». Lady Gaga, sus bailarines, y su banda recorren a través de temas visuales y musicales el amor, el sexo, la violencia, la belleza, el peligro, el empoderamiento, la velocidad, la lujuria, y sobre todo el arte. Gaga abrió la serie de conciertos interpretando «Aura» dentro de una jaula, tras media hora de retraso. Mientras la cantaba, usaba un atuendo color negro similar al de un bandido y también un burka. Seguidamente presentó «MANiCURE» y cambió su vestuario a un bikini de conchas decorado con diamantes para cantar la canción que da título al álbum, «ARTPOP». Más tarde, interpretó un tema inédito llamado «Jewels N' Drugs», colaboración con los raperos T.I., Too $hort y Twista, quienes aparecieron en el escenario junto a la cantante, salvo por el primero de estos. Continuó con «Sexxx Dreams» y «Swine». Mientras presentaba esta última, aparecieron una serie de cerdos voladores en el escenario. El concierto terminó con la balada «I Wanna Be With You» y el primer sencillo «Applause». En total, el espectáculo duró una hora y contó con la presencia de celebridades como Adele, Arlene Phillips y Niall Horan de One Direction.

## Antecedentes y estreno en cines

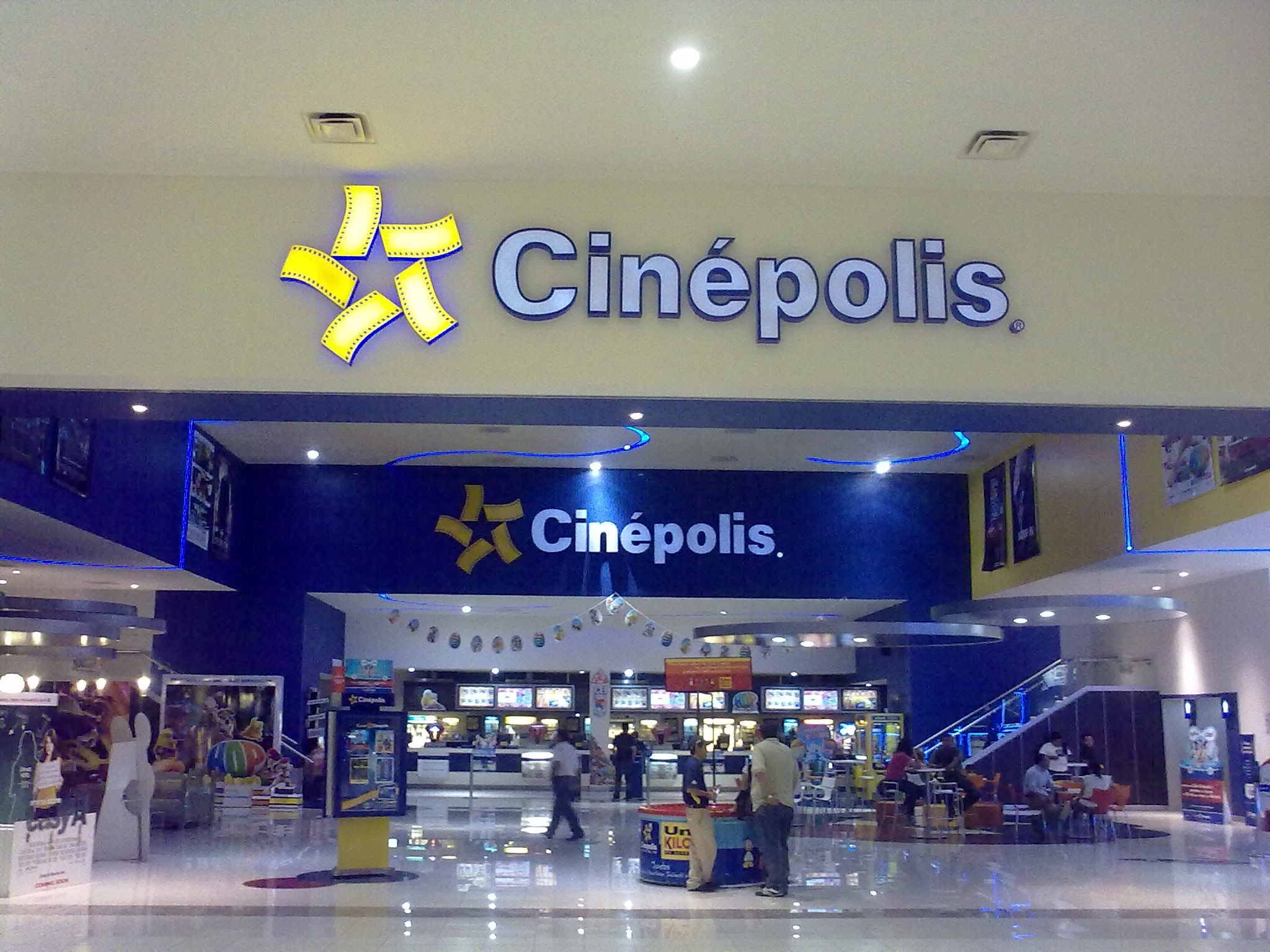
El concierto fue transmitido en 25 salas de cine de la compañía Cinépolis.

El 13 de agosto, Gaga confirmó su participación en el iTunes Festival, que se realizaría durante todo el mes de septiembre en Londres, Reino Unido. Días antes de iniciar el evento, publicó una serie de vídeos en su canal de YouTube donde se encontraba ensayando algunas de las canciones que presentaría, como «MANiCURE» y «Swine». El concierto fue emitido en la Apple TV para todos los usuarios de la aplicación iTunes. No obstante, 
el sitio web de la corporación Cinépolis publicó un tráiler del concierto, donde se anunciaba que el espectáculo sería transmitido por segunda vez el 11 de noviembre de 2013 en 25 cines situados en varios estados de México.

## Recepción

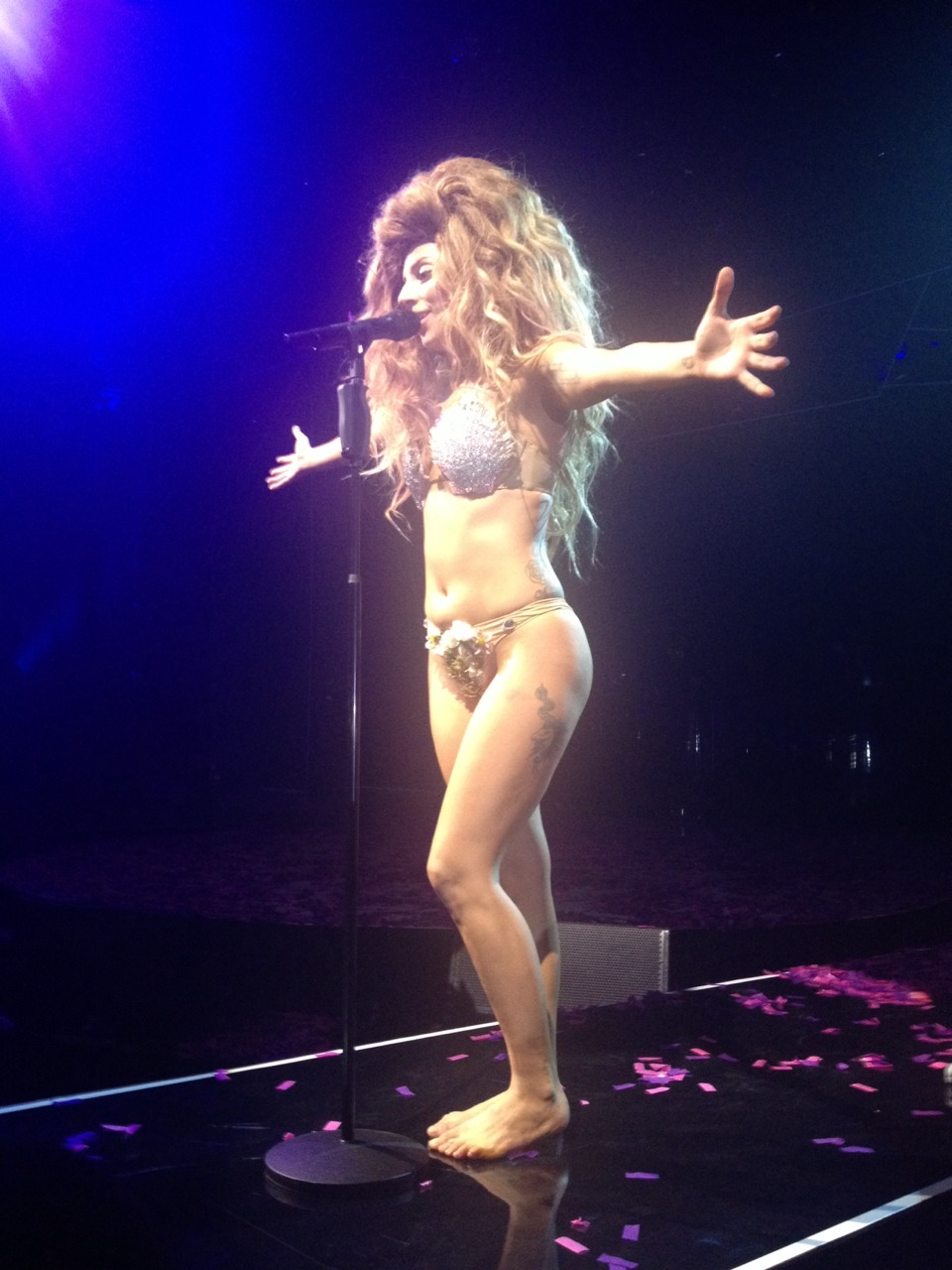
Lady Gaga durante el concierto.

### Comentarios a la crítica
El concierto recibió varias reseñas positivas por parte de varios críticos de música contemporánea. El escritor Neil McCormick de The Telegraph le dio una calificación de cuatro estrellas de cinco. Felicitó la actuación en general y la describió como «brillante», aunque también como algo «completamente loco». Sin embargo, dijo que la cantante aún estaba carente de ideas como las de su principal influencia David Bowie. Por otro lado, Sam Dowler también le dio una nota de cuatro estrellas de cinco. Si bien alabó la voz de Gaga y su desempeño en el escenario, añadió que el concierto se tornaba aburrido mientras avanzaba. Aunque, en términos generales, señaló que fue un buen espectáculo y expresó su alegría por su regreso a los escenarios.
Adrian Thrills de Daily Mail comentó que la presentación resultó ser muy diferente a las típicas grandes escenografías de otros artistas, y que Gaga mostró su «talento artístico e impresionante rango vocal». India Ross de The Independent aseguró que el rendimiento de la cantante ha disminuido notablemente en comparación con sus anteriores presentaciones. Tras el estreno de Lady Gaga: iTunes Festival 2013 en los cines mexicanos, el concierto recibió la calificación máxima por parte del público en el sitio web de Cinépolis.

## Formato doméstico
Después del estreno de Lady Gaga: iTunes Festival 2013 en los cines mexicanos, fue lanzado en formato DVD incluido en la versión de lujo del álbum ARTPOP (2013) de la cantante. También fue lanzado en formato digital mediante las tiendas iTunes Películas y Amazon.
- Lady Gaga: iTunes Festival 2013 en DVD

| ARTPOP  |                                                               |              |          |  |
| N.º     | Título                                                        | Escritor(es) | Duración |  |
| 1.      | «Aura» (En vivo desde el iTunes Festival 2013)                |              | 7:36     |  |
| 2.      | «MANiCURE» (En vivo desde el iTunes Festival 2013)            |              | 7:58     |  |
| 3.      | «ARTPOP» (En vivo desde el iTunes Festival 2013)              |              | 8:37     |  |
| 4.      | «Jewels N' Drugs» (En vivo desde el iTunes Festival 2013)     |              | 9:50     |  |
| 5.      | «Sexxx Dreams» (En vivo desde el iTunes Festival 2013)        |              | 10:35    |  |
| 6.      | «Swine» (En vivo desde el iTunes Festival 2013)               |              | 9:12     |  |
| 7.      | «I Wanna Be With You» (En vivo desde el iTunes Festival 2013) |              | 12:10    |  |
| 8.      | «Applause» (En vivo desde el iTunes Festival 2013)            |              | 5:19     |  |
| 1:00:26 |                                                               |              |          |  |